# Bisdom Rapid City
Het bisdom Rapid City (Latijn: Dioecesis Rapidopolitana) is een rooms-katholiek bisdom met als zetel Rapid City, in de Amerikaanse staat South Dakota. Het bisdom is suffragaan aan het aartsbisdom Saint Paul and Minneapolis. 

## Geschiedenis
Het bisdom werd opgericht op 4 augustus 1902, als het bisdom Lead, uit delen van het bisdom Sioux Falls. Op 1 augustus 1930 veranderde het van naam naar bisdom Rapid City.

## Parochies
Het bisdom had in 2023 een oppervlakte van 111.327 km2 en telde 245.000 inwoners waarvan 9,7% rooms-katholiek was.

## Bisschoppen
- John Stariha (6 augustus 1902 - 8 november 1909)
- Joseph Francis Busch (9 april 1910 - 19 januari 1915)
- John Jeremiah Lawler (29 januari 1916 - 11 maart 1948)
  - Leo Ferdinand Dworschak (coadjutor: 22 juni 1946 - 10 april 1947)
- William Tibertus McCarty (11 maart 1948 - 11 september 1969; coadjutor sinds 10 april 1947)
- Harold Joseph Dimmerling (11 september 1969 - 13 december 1987)
- Charles Joseph Chaput (11 april 1988 - 18 maart 1997)
- Blase Joseph Cupich (7 juli 1998 - 30 juni 2010; kardinaal in 2016)
- Robert Dwayne Gruss (26 mei 2011 - 24 mei 2019)
  - Michel Joseph Mulloy (administrator: 2019 - 9 juli 2020)
- Peter Michael Muhich (12 mei 2020 - 17 februari 2024)
  - Daniel Juelfs (administrator: 19 februari 2024 - 10 september 2024)
  - Bernard Anthony Hebda (administrator: 11 september 2024 - 23 september 2024)
- Scott Edward Bullock (25 juni 2024 - heden)

## Galerij van afbeeldingen

Wapen van het bisdom
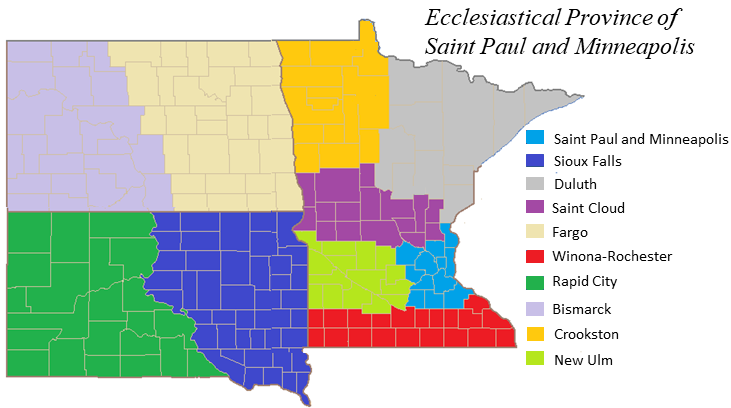
Kerkprovincie met aartsbisdom en suffragane bisdommen

Saint Paul and Minneapolis (aartsbisdom) · Bismarck · Crookston · Duluth · Fargo · New Ulm · Rapid City · Saint Cloud · Sioux Falls · Winona-Rochester